# Bán vệ tinh

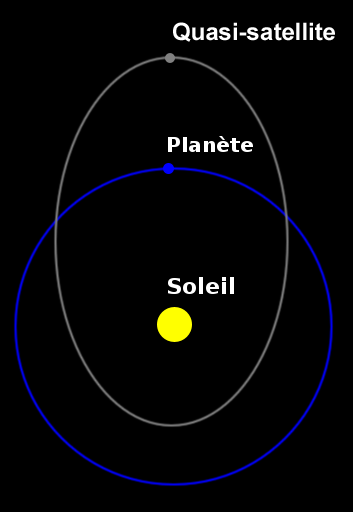
Sơ đồ quỹ đạo cơ bản của một hệ hành tinh-bán vệ tinh.

Bán vệ tinh hay nửa vệ tinh là một vật thể trong một loại cấu hình quỹ đạo đồng nhất định (cộng hưởng quỹ đạo 1: 1) với một hành tinh nơi vật thể ở gần hành tinh đó trong nhiều thời kỳ quỹ đạo.
Quỹ đạo của một bán vệ tinh quanh Mặt Trời mất cùng thời gian với hành tinh, nhưng có độ lệch tâm khác nhau (thường lớn hơn), như thể hiện trong sơ đồ bên phải. Khi nhìn từ góc độ của hành tinh, vệ tinh gần như sẽ xuất hiện trong một vòng ngược xiên quanh hành tinh.
Trái ngược với các vệ tinh thực sự, quỹ đạo của bán vệ tinh nằm bên ngoài quả cầu Hill của hành tinh và không ổn định. Theo thời gian, chúng có xu hướng phát triển thành các loại chuyển động cộng hưởng khác, nơi chúng không còn tồn tại trong vùng lân cận của hành tinh, sau đó có thể sau đó quay trở lại quỹ đạo vệ tinh, v.v. Các loại quỹ đạo khác trong cộng hưởng 1: 1 với hành tinh bao gồm quỹ đạo hình móng ngựa và quỹ đạo nòng nọc quanh các điểm Lagrange, nhưng các vật thể trong các quỹ đạo này không ở gần kinh độ của hành tinh qua nhiều vòng quay về ngôi sao. Các vật thể trong quỹ đạo móng ngựa đôi khi được biết là định kỳ chuyển sang quỹ đạo vệ tinh tương đối ngắn, và đôi khi bị nhầm lẫn với chúng. Một ví dụ về một đối tượng như vậy là 2002 AA29. Từ "đồng bộ địa kỹ thuật" đôi khi được sử dụng để mô tả các vệ tinh gần đúng của Trái Đất, bởi vì chuyển động của chúng quanh Mặt trời được đồng bộ hóa với Trái Đất. Tuy nhiên, việc sử dụng này là độc đáo và khó hiểu. Thông thường, các vệ tinh không đồng bộ địa lý xoay theo nghĩa tiên tiến xung quanh Trái Đất, với các chu kỳ quỹ đạo được đồng bộ hóa với vòng quay của Trái Đất.

## Các ví dụ

### Sao Kim
Sao Kim có một bán vệ tinh đã biết, 2002 VE68. Tiểu hành tinh này cũng là một thiên thể bay qua Sao Thủy và Trái Đất; nó dường như chỉ là "bạn đồng hành" với Sao Kim trong 7000 năm qua hoặc lâu hơn, và định mệnh sẽ bị đẩy ra khỏi sự sắp xếp quỹ đạo này khoảng 500 năm kể từ bây giờ.

### Trái Đất
Tính đến năm 2016, Trái Đất có năm bán vệ tinh được biết đến: (164207) 2004 GU9, (277810) 2006 FV35, 2013 LX28, 2014 OL339 và (469219) 2016 HO3. Về lâu dài, các tiểu hành tinh có thể chuyển giữa các quỹ đạo bán vệ tinh và quỹ đạo hình móng ngựa, đi xung quanh các điểm Lagrangian L4 và L5. Vào năm 2016, các tính toán quỹ đạo cho thấy rằng cả năm vệ tinh được biết đến sau đó của Trái Đất liên tục chuyển giao giữa quỹ đạo và quỹ đạo vệ tinh. 3753 Cruithne, 2002 AA29, 2003 YN107 và 2015 SO2 là những hành tinh nhỏ trong quỹ đạo hình móng ngựa có thể chuyển sang quỹ đạo bán vệ tinh. Thời gian dành cho pha bán vệ tinh khác với tiểu hành tinh đến tiểu hành tinh. Quasi-vệ tinh 2016 HO3 được dự đoán sẽ ổn định ở trạng thái quỹ đạo này trong vài trăm năm, trái ngược với năm 2003 YN107 là một bán vệ tinh từ năm 1996 đến 2006 nhưng sau đó rời khỏi vùng lân cận Trái Đất trên quỹ đạo hình móng ngựa. Các bán vệ tinh Trái Đất có xu hướng ở khoảng cách từ 38 đến 100 âm lịch.

### Sao Hải Vương
(309239) 2007 RW10 là một bán vệ tinh tạm thời của Sao Hải Vương. Vật thể này là một bán vệ tinh của Sao Hải Vương trong khoảng 12.500 năm và nó sẽ tồn tại ở trạng thái động đó trong 12.500 năm nữa.

### Các hành tinh khác
Dựa trên các mô phỏng, người ta tin rằng Sao Thiên Vương và Sao Hải Vương có khả năng giữ các vệ tinh gần bằng tuổi của Hệ Mặt Trời (khoảng 4,5 tỷ năm), nhưng quỹ đạo của một vệ tinh gần như sẽ ổn định chỉ trong 10 triệu năm gần Sao Mộc và 100.000 năm gần sao Thổ. Sao Mộc và Sao Thổ được biết là có các bán vệ tinh.